# Halocynthia pyriformis
Halocynthia pyriformis is een zakpijpensoort uit de familie van de Pyuridae. De wetenschappelijke naam van de soort werd in 1806 voor het eerst geldig gepubliceerd door Rathke.

## Beschrijving
Dit is een solitaire zakpijp, maar komt af en toe voor in grote groepen. Het lichaam kan een hoogte van 10 cm bereiken. De kleur is rood of oranje, soms met bleke lengtestrepen. Aan de bovenzijde bevinden zich twee sifonopeningen. De openingen zijn bijna vierkant met vier verschillende hoeken.

## Verspreiding
Halocynthia pyriformis is wijdverbreid in Arctische en Noord-Atlantische wateren, zowel aan Amerikaanse als Europese kant. Het is te vinden op bijna elk substraat vanaf de getijdenzone en tot een diepte van 600 meter.